# Маломукачево
Маломукачево (баш. Бәләкәй Моҡас) — деревня в Мелеузовском районе Башкортостана, входит в состав Мелеузовского сельсовета. 

## Население
| 2002 | 2009 | 2010 |
| ---- | ---- | ---- |
| 160  | ↗206 | ↘193 |

Национальный состав
Согласно переписи 2002 года, преобладающая национальность — башкиры (85 %).

## Географическое положение
Находится на берегу реки Белой.
Расстояние до:
- районного центра (Мелеуз): 7 км,
- центра сельсовета (Каран): 14 км,
- ближайшей ж/д станции (Мелеуз): 7 км.

## Известные уроженцы
- Акбердин, Назмитдин Салахитдинович (род. 11 декабря 1951) — тракторист, лауреат Государственной премии СССР[5].